# Priscilla Welch
Priscilla Welch (Bedford, Reino Unido, 22 de noviembre de 1944) es una corredora de fondo retirada británica, que ganó la prestigiosa maratón de Nueva York en la edición del año 1987 con un tiempo de 2:30:17 segundos. También ganó la maratón de Glasgow en 1981 con un tiempo de 2:55:15 segundos.